# Jan De Nul Group
Jan De Nul Group er en belgisk familiejet virksomhed med hovedkvarter Aalst og i Luxembourg. De udbyder services indenfor byggeri og vedligehold af maritim infrastruktur med et primært fokus på opmudring (85 % af omsætning).
I 1938 i Hofstade nær Aalst etablerede Jan De Nul en byggevirksomhed specialiseret i civilt arbejde og maritimt byggeri. I 2022 havde Jan De Nul 7.178 ansatte og en omsætning på 2,5 mia. euro. Virksomheden havde en flåde på 75 fartøjer, der primært benyttes til opmudring.